# ماتیاس برنر
ماتیاس برنر (آلمانی: Matthias Brenner؛ زادهٔ ۱۰ سپتامبر ۱۹۵۷) بازیگر، نویسنده و کارگردان فیلم اهل آلمان است.
از فیلم‌ها یا برنامه‌های تلویزیونی که وی در آن نقش داشته‌است، می‌توان به زندگی دیگران و شریته اشاره کرد.